# 鷹巣海水浴場

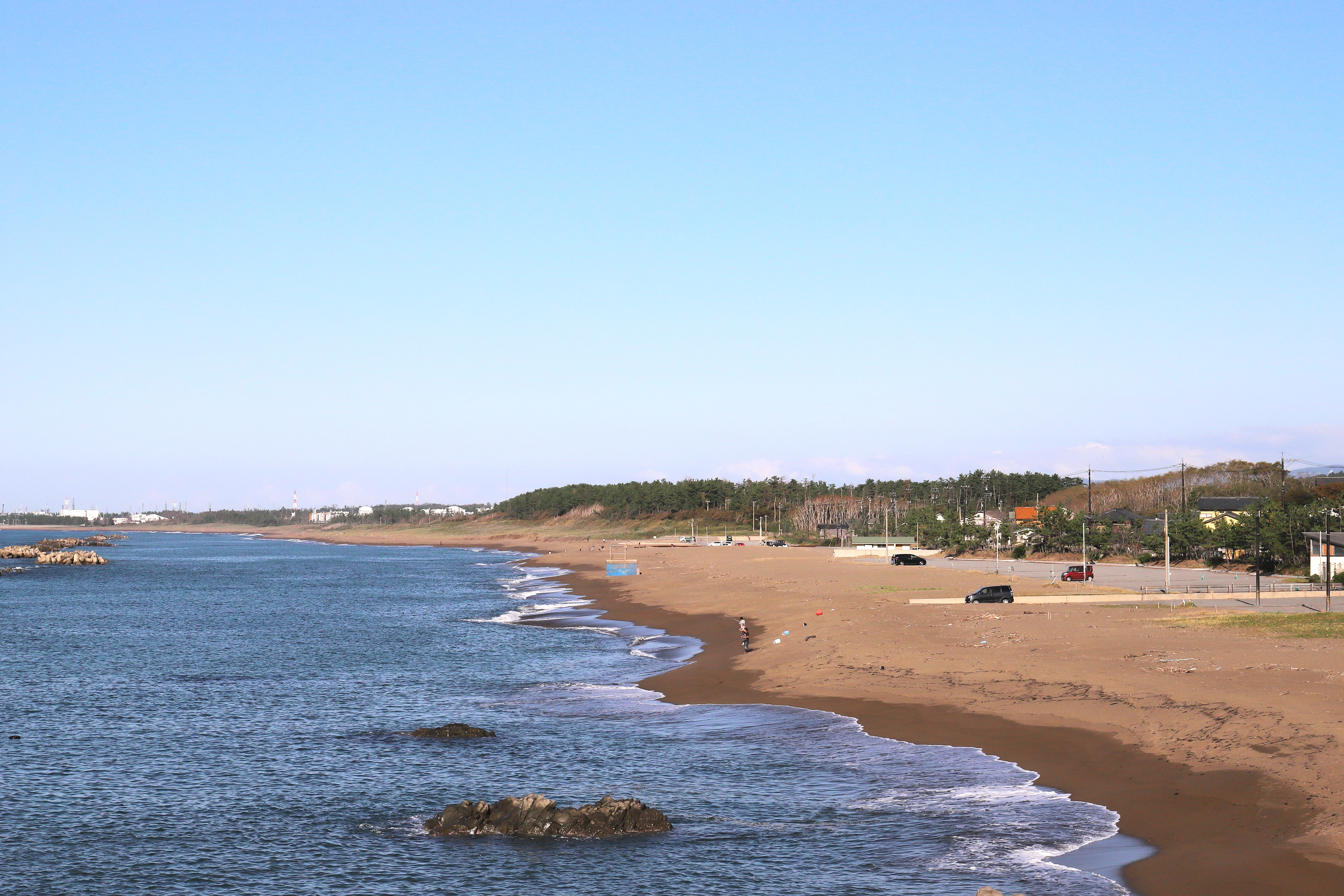
鷹巣海水浴場

鷹巣海水浴場（たかすかいすいよくじょう）は、福井県福井市浜住町にある海水浴場である。

## 特徴
鷹巣・鮎川海岸は、越前海岸と三国のほぼ中間に位置している。鷹巣海水浴場をはじめ、三里の砂浜が続く三里浜が近くにある。福井県内の観光地へのアクセスも比較的良好で、北側は東尋坊や三国港、芦原温泉があり、南側は越前岬のある越前海岸がある。
2022年（令和4年）頃から、福井県一帯の海岸で野生のイルカが出没したことから、鷹巣海水浴場でも注意喚起や状況に応じて遊泳禁止措置が取られてきた。2023年（令和5年）8月1日、海水浴場付近でイルカに触れていた男性がふくらはぎなどを噛まれて出血、救急車で病院に運ばれることも起きた。

## 概要
期間
- 7月10日頃から8月20日頃

## 所在地
- 福井県福井市

### 交通アクセス

#### 公共交通機関
- 福井駅から 京福バス10・15系統（越前海岸ブルーライン）で50分、バス停「浜住」。

#### 自動車
- 北陸自動車道 福井北ICより国道416号、国道305号経由で約1時間。

## 周辺
- 東尋坊
- 芦原温泉
- 三国温泉
- 三国港
- 越前松島水族館
- 芝政ワールド
- 雄島
- 東尋坊タワー
- 丸岡城
- 越前海岸
- 越前岬
- 越前がにミュージアム
- 越前水仙の里公園
- 呼鳥門